# Karl 3. af Parma
Karl 3. (italiensk: Carlo III di Parma; fulde navn: Ferdinando Carlo Giuseppe Maria Vittorio Baldassare) (14. januar 1823 – 27. marts 1854) var hertug af det lille hertugdømme Parma i Norditalien fra 1849 til 1854.
Han var den eneste søn af hertug Karl 2. af Parma og besteg tronen ved faderens abdikation i 1849. Han blev dræbt ved et attentat i Parma i 1854 og blev efterfulgt af sin mindreårige søn, Robert.

## Ægteskab og børn
Karl giftede sig den 10. november 1845 på Schloss Frohsdorff nær Wien i Østrig med den franske prinsesse Louise Marie Thérèse af Artois, barnebarn af kong Karl 10. af Frankrig og eneste søster til den franske tronprætendent Greven af Chambord. I ægteskabet blev der født fire børn:
- Margherita, Hertuginde af Madrid
- Robert 1., Hertug af Parma
- Alice, Storhertuginde af Toscana
- Enrico, Greve af Bardi

## Eksterne links
- Wikimedia Commons har flere filer relateret til Karl 3. af Parma

| Karl 3.Huset Bourbon-ParmaSidelinje af Huset BourbonFødt: 14. januar 1823 Død: 27. marts 1854 |                             |                          |
| Titler som regent                                                                             |                             |                          |
| Foregående: Karl 2.                                                                           | Hertug af Parma 1849 – 1854 | Efterfølgende: Robert 1. |